# Сампалок
Сампалок — район Манилы. Его называют Университетским поясом (University Belt) или просто «U-Belt», поскольку в этом районе расположены многочисленные колледжи и университеты, такие как университет Санто-Томас, старейший из существующих университетов в Азии, Национальный университет, первое частное несектантское учебное заведение с совместным обучением на Филиппинах, Дальневосточный университет (Far Eastern University), известный своим кампусом в стиле ар-деко и объектом культурного наследия Филиппин, и Университет Востока, когда-то называвшийся крупнейшим университетом в Азии по количеству учащихся. Район граничит с районами Киапо и Сан-Мигель на юге, районом Санта-Меса на юге и востоке, районом Санта-Крус на западе и севере и Кесон-Сити на северо-востоке.
Помимо того, что он является «Университетским поясом», Сампалок также известен в Манильской метрополии и прилегающих провинциях своим цветочным рынком Дангва, расположенным на Димасаланг-роуд, который хорошо известен как центр продажи срезанных цветов со всех концов Филиппин, в основном из Багио. Сампалок также является местом расположения бывшего колониального особняка, который теперь называется Windsor Inn, который популярен среди туристов и путешественников с ограниченным бюджетом.
Все барангаи с 395 по 636 города Манила принадлежали Сампалоку и составляли 241 барангай в округе.  Однако современные барангаи 587-636, стали частью Санта-Месы, когда эти районы были отделены от Сампалока после того, как Санта-Меса стала отдельным приходом в 1911 году. Санта-Меса теперь является частью 6-го избирательного округа Манилы, в то время как Сампалок является единственным районом, включающим 4-й избирательный округ Манилы.
Многие улицы в Сампалоке, особенно в северо-восточной части, разделенной проспектами Испании и Лаксона, имеют названия, которые напрямую связаны с филиппинским национальным героем Хосе Рисалем, персонажи из его романов (например, Ибарра, Мария Клара) или его псевдонимы (например, Лаонг Лаан, Димасаланг), либо в честь мест (например, Каламба, Дапитан), реальных людей (например, Блюментрит).

## Название
«Сампалок» - это тагальское слово, обозначающее плод тамаринда. Место, вероятно, было названо в его честь из-за тамариндовых деревьев, которые, возможно, росли в этом районе.

## История

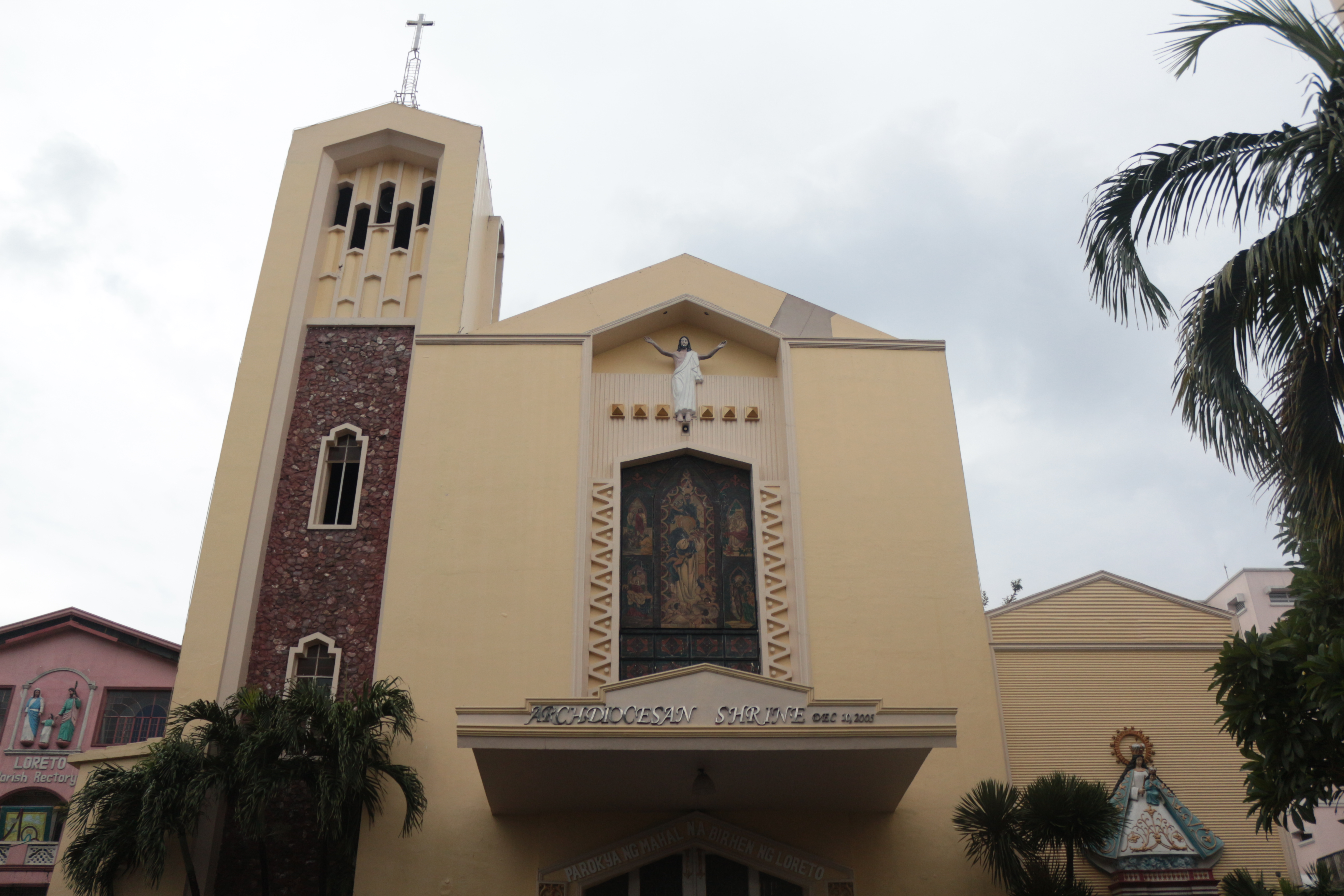
Архиепископский храм Богоматери Лорето

Основание Сампалока как города совпало с его учреждением в качестве прихода, независимого от Санта-Ана-де-Сапа в 1613 году. В то время он включал в себя современный Пандакан, который был отделен от него в 1712 году. Сампалок состоял из десяти баррио ― Бакуд, Балик-Балик, Биларанг Хипон, Калубкуб, Манггахан, Нагтахан, Сан-Исидро, Сан-Роке, Санта-Меса и Сантол.

### Филиппино-Американская война
После Филиппинской революции против Испании и Парижского договора 1898 года, по которому Филиппины отделились от Соединенных Штатов, последующее прибытие американских колониальных войск вскоре вызвало неприязнь между американскими и филиппинскими войсками.
Когда отряд филиппинских войск Революционной армии попытался перейти мост через реку Сан-Хуан, американские войска открыли огонь. Это событие было увековечено историческим памятником, который стоял на мосту до тех пор, пока в 2003 году его не приказали перенести после того, как исследования доктора Бенито Легарды пришли к выводу, что выстрел был произведен не по мосту, а где-то между Блокхаус 7 (в черте города Манилы) и Баррио Сантол на улице Силенко (ныне часть Сампалока) на соединительной дороге, которая сейчас называется улицей Сосьего.

### Американская колониальная эпоха
В 1901 году, с созданием города Манилы под руководством возглавляемой американцами Комиссии Тафта,  где большая часть Сампалока, за исключением района Биларанг-Хипон, поглощена городом Манила, когда его границы расширили за пределами города-крепости, ныне известного как Интрамурос.

### Современный период
В 1996 году Рамон Багатсинг-младший, представитель 4-го округа Манилы, запустил программу под названием «Эксперимент Сампалок», целью которой было внедрить новый на тот момент предмет компьютерной грамотности в государственных школах округа в качестве пробной программы для остальной части страны.

## Образование
Образованием в Сампалоке занимается Отдел городских школ Манилы. Сампалок также является местом для некоторых университетов и колледжей, входящих в Университетский пояс, таких как Дальневосточный университет, Колледж Мэри Чайлз, Национальный университет, Манильский колледж постоянной помощи, Филиппинский колледж медицинских наук, Филиппинская школа делового администрирования, Университет Востока, Университет Манилы и Университет Санто-Томас.

## Транспорт

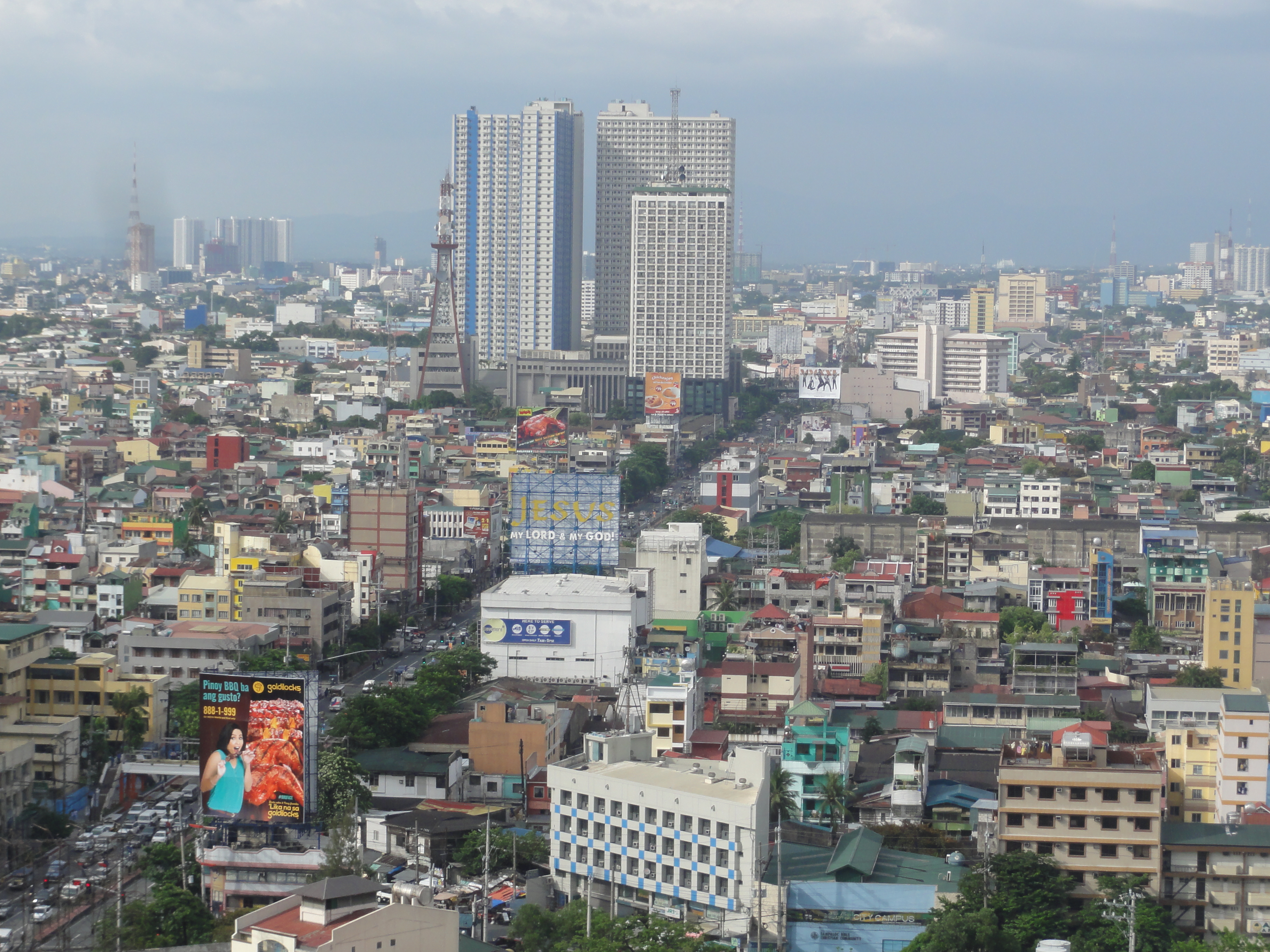
Вид на Сампалок с бульваром Испании.

Сампалок является центром крупных национальных автобусных перевозчиков. Среди автобусных компаний в Сампалоке с их терминалами: Fariñas Transit Company, GV Florida Transport, Victory Liner, Partas, Maria De Leon, RCJ Trans, RCJ Lines, Five Star Bus Company, Northern Luzon Bus Line и Dalin liner и другие компании, работающие в южных районах Лусона.
Сампалок обслуживается двумя станциями филиппинских национальных железных дорог: Лаон Лаан и станция Испании. Он также обслуживается станцией LRT линии 2 Легарда и станцией LRT линии 1 Блюментритт в районе Санта-Крус.

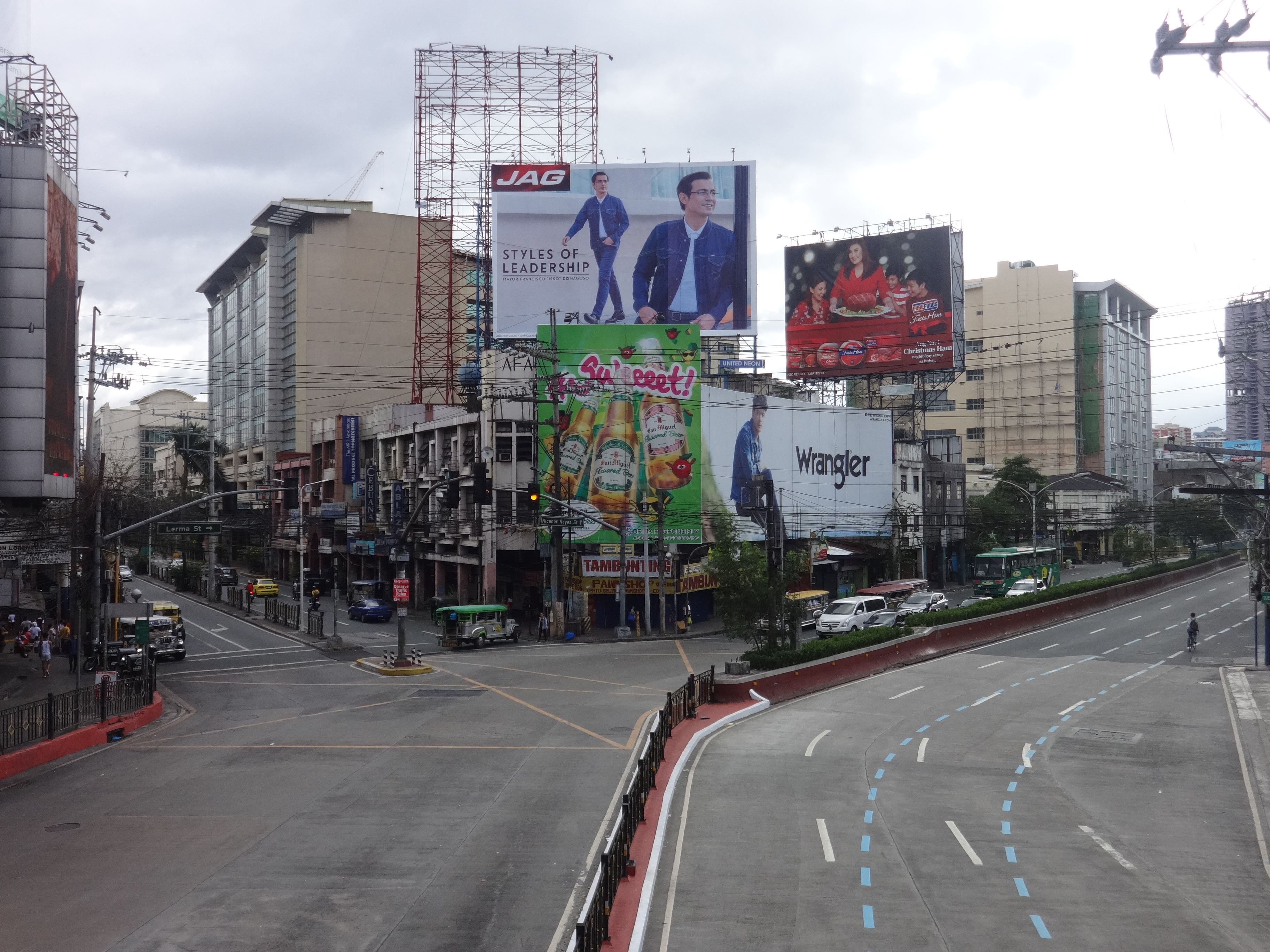
Пересечение бульвара Испании, улицы Морайта и улицы Лерма.

Основные магистрали в Сампалоке: С. Лойола (ранее Лепанто), Висенте Крус, М. Де Ла Фуэнте, П. Флорентино, Блюментритт, бульвар Аврора, Дапитан, Лаон Лаан, Димасаланг, Мария Клара, Маседа, Падре Кампа, Падре Новаль, Томас Эрншоу. (Бустильос), Легарда, Гастамбиде, проспект Ректо, Лерма, Никанор Рейес (Морайта), проспект Лаксон и бульвар Испании.

### Бульвар Испании
Авенида-де-Эспанья — это артерия, которая пересекает район в направлении восток-запад, соединяя улицы Лерма и Никанор-Рейес (бывшая Морайта) на крайнем западе с кольцевой развязкой Мабухай на границе с Кесон-Сити на крайнем востоке.